# 장준닝
장준닝(张峻宁, 1985년 3월 22일 ~ )은 중국의 배우이다.

## 출연작

### 드라마
- 2011년 후난위성텔레비전 금응독파극장 《양광천사》 - 겅페이 역
- 2012년 후난위성텔레비전 금응독파극장 《견우적하천》 - 마잉제 역
- 2013년 저장 위성 텔레비전 중국람극장 《해피누들》 - 장지엔 역
- 2015년 CCTV-8 황금강당극장 《류문비갑》 - 호중옥 역
- 2016년 CCTV-8 황금강당극장 《여사부반숙》 - 송성 역
- 2016년 베이징 텔레비전 주파극장 《신병성랑자》 - 노소가 역
- 2017년 유쿠 웹드라마 《기성기 : 다섯 별의 전설》 - 전일수 역
- 2017년 아이치이 웹드라마 《부득부애》 - 리무천 역
- 2017년 후난위성텔레비전 청춘진행중 《택천기》 - 추산군 역
- 2017년 후난위성텔레비전 청춘진행중 《랑화일타타》 - 임재 역
- 2018년 안후이 위성 텔레비전 해돈재일극장 《망황기》 - 동칠 역
- 2018년 저장 위성 텔레비전 중국람극장 《우리의 찬란한 시간》 - 닝웨이카이 역
- 2019년 망고 TV 웹드라마 《아적파새동》 - 막양 역
- 2019년 유쿠 웹드라마 《애상니치유아》 - 허우쥔밍 역
- 2019년 후난위성텔레비전 금응독파극장 《축몽정연》 - 두소건 역
- 2020년 아이치이 웹드라마 《봉려구천》 - 야홍혁 역
- 2021년 아이치이 웹드라마 《일기심호흡》 - 랴오위 역
- 2021년 아이치이 웹드라마 《설표적전》 - 판나오 역
- 2023년 CCTV-8 황금강당극장 《삼체 : 문명의 경계》 - 판한 역